# クローバー (架空の怪獣)
クローバー（Clover）は、2008年1月18日に劇場公開されたアメリカ映画『クローバーフィールド/HAKAISHA』および2018年2月4日にNetflixで独占公開された『クローバーフィールド・パラドックス』に登場した怪獣である。日本ではタイトルから「ハカイシャ」とも呼ばれる。
「クローバー」の名称は映画スタッフが製作時に付けたニックネームであり、劇中および公式サイトや書物の中でも明示されていない。ここでは便宜上、クローバーと表記する。
なお、クローバーの身体に寄生している寄生生物についても本記事で記述する。

## 生態
いつ、どこで、どの様に生まれたかは、劇中明示的には全く語られない。
制作者側のコメントによると、「彼」はまだ「生まれたばかりの子供」である（後述）。ニューヨーク時間2009年5月22日（金）深夜11時42分頃、ニューヨーク市マンハッタン島南端沖の海中から突如として出現。石油タンカーを転覆させ、上陸するや自由の女神の頭部をもぎ取って持ち去り、約15分後にロウワーマンハッタンで高層ビルに向けそれを放り投げ、さらにビル街を蹂躙、ミッドタウンへと向かう。
体長等については劇中明言されないが、視覚効果スーパーバイザーのエリック・レヴィンは「体長100メートル」と語っている。また、人物とのカラミとなる「大写し」の場面は当初撮影予定が無く、終盤で撮影者ハッドが食われる場面は、巨大モンスターが小さな人間を素早く捕食しても、それまでのシーンのような遠景だと何をやっているのかわからない、という理由で追加されたもの。このため、ビル街で暴れている遠景と、人物とのカラミとでは、クローバーのサイズが異なっている。
長い指のある手足は細く、前傾姿勢を保つ。体表に体毛や鱗のようなものは一切無くなめらかで、体色は白みの強いグレーもしくは肌色。頭部は口吻が極端に短く丸い。口器は上下に大きく開き、硬質な唇の縁自体がギザギザと鋭い歯をなすと共に、口内にも別に歯が生えており、また、多くの既知の陸生脊椎動物の多くと同様よく発達したピンク色の舌が備わる。ホオジロザメのような黒目のみの眼球を持つ。眼球の後部上方にはやや赤みがかった鳴嚢状の器官があり常に収縮運動を繰り返しているが、うなり声を発すると特に大きく膨張する。
既知の脊椎動物との発生学的相同性を欠き、6脚。前肢は最も大きく長く発達し、4足歩行によって移動するもの。その様子はゴリラなどが行うナックル・ウォークを思わせるが、指は握らず、前方に向けて伸ばしている。腹部の中脚は最も小さく、通常は歩行にも作業にも用いられない。後脚は鳥脚状に屈曲していて、歩行に用いられる。先端が三つ叉の靴べらに似た長い尾を持つ。若干跳躍ができ、映画終盤ではその巨体を併用して、飛行中のヘリに食いついている。目撃者の「人間を食べていた」という発言から肉食性あるいは雑食性と思われる。移動中は何かを求めるように吼え、攻撃を受けた際は金属をすりあわせるような悲鳴を上げる。
アメリカ映画に登場する怪獣としては珍しく、通常兵器が一切通用しない。銃撃は勿論、エイブラムス戦車の砲撃やF/A-18戦闘機、B-2爆撃機による爆撃も、まるで歯が立たなかった。アメリカ政府はこの結果を受け、マンハッタン島全域もろともクローバーを撃破する作戦を決行。最終的には、23日（土）朝、「サイレン」による警報の後に核爆撃が行われ、クローバーは「倒された」。
なお、上記の出来事に先立つ2007年12月27日、クローバーは既に存在しているらしいことが、『クローバーフィールド』のバイラルメディアとして設けられた架空ニュース映像で示唆されている。北大西洋にあるタグルアト社の海底掘削施設＝チュウアイプラントが破壊され、海没したその残骸が何者かによって再び海上へ吹き上げられるが、その直前に海中からクローバーのそれと同じ音源の声が聞こえる。

## 寄生生物
街で暴れ回っていたクローバーの表皮に寄生ないし付着していた生物。
白い蚤を思わせる姿をしており、体長は1m弱と決して大きくはないが、非常に凶暴である。巨大な牙と、蜘蛛のような複数の眼を持つ。クローバーのマンハッタン島上陸と共に体表から剥がれ落ち、次々と人々を襲撃した。
これに噛まれた人間はしばらくすると気分が悪くなり、眼や鼻孔をはじめとする粘膜の充血、出血が進み、最終的には激しい苦痛と発作の末腹部が膨張し破裂して死亡する。噛まれてから死亡までは十数分から数十分程度である。この病状は未知の病原菌やウイルスと考えられ、医療関係者が即座に隔離した事から被害者は第三者に2次感染その他の害を及ぼす模様。
こちらは母体のクローバーと違って耐久性は低く、劇中では斧の一撃を食らってダメージを負っている他、軍による攻撃で絶命した寄生生物がケースに入れられて保管されている。
一見昆虫、甲殻類といった節足動物にみえるが、その脚はあまり厚い外皮を持たないため各関節が節になっておらず、多くのクモ等のようにほぼシームレスである。ただ、胴の外皮は鈍器等で殴打されると硬質な音を立てるので甲殻類のように固いらしい。口器もまた多くの節足動物と異なり、左右でなく上下に開き、かつ、下顎だけではなく上顎側も付け根が可動して開閉する。上顎は関節が2箇所あり、大きく開くことが出来る。上顎、下顎は、その先端の縁が巨大な牙や歯のような形状になっていて、獲物や敵に噛みつく際威力を発揮する。
脚は5対（10本）備わっている。前方から順に、第2〜4脚は胴体下面両側に並んでおり歩脚として機能する。第1、第5脚は胴側面に付いていて普段は折りたたまれており、歩行用ではない。敵や獲物に出会うとそれらは鎌のように振り上げられ前方に振り下ろされることで、武器として使用される。各脚の先端には昆虫の付節の先端にやや似て、2又に分かれた爪があるが、通常の水平面歩行では全て後方に曲げられており、地面その他に突き立てるようにはしていない。ただ、10本の脚を持つといっても、触角等それ以外の付属肢は一切備えておらず、実在の十脚目とは特徴が異なる。
眼は眼球としての可動機能を持たず、またエビやカニのような眼柄も無く、昆虫やクモの複眼のように頭胸部表皮に固定されている。暗闇で照明を当てられると、既知の夜行性動物と同様、発光してみえる。そのような眼が多数あり、サイズもそれぞれ異なるが全体に小さく、左右片舷に11眼、計22眼が、上顎を含む頭胸部に備わる。
体の後部先端はやや短い尾になっており、上へ向け三日月型に反った刃物のような形状である。
体色は白に近い褐色だが、部分的に青みがかっている部分もある。
映画本編の劇中では“HAKAISHA”の体にしがみついていた無数の個体が次々にマンハッタンの市街に落下して、人間を襲い始める。動きは非常に素早く敏捷。襲撃や闘争の際は、独特の声を発する。獲物に忍び寄る際は、音を立てず天井に張り付くなどして、気付かれぬようゆっくりと接近する。ただ、ネズミはいち早く彼らの接近に気付いて逃げ出すことができた。
劇中彼らに襲われた人間は「俺をどこかへ連れて行こうとした」と証言している。
映画の脚本よりも時系列的には過去となるプロモーション用動画でも、彼らは登場している。タグルアト社が所有する北大西洋チュウアイ油田の石油採掘現場で潜水艇が撮影した映像として、海底に無数の彼らがたむろす姿が映し出された。この時は特に何かに寄生しているような状態ではなかった。現場は、タグルアト社製清涼飲料水『Slusho!』の主原材である謎の麻薬性化学物質「海底の蜜」の産出場所でもある。

## こぼれ話
- 公開前に“2足歩行のクジラ型怪獣の画像”がクローバーとして出回ったが[4]、これはファンアートである。
- 作品の詳細が分からなかった時期には「『原子怪獣現わる』のリメイク」「アメリカ版キングギドラ」などの噂も流れた。
- DVD/ブルーレイソフト『クローバーフィールド/HAKAISHA スペシャル・コレクターズ・エディション』に収録された特典映像（クリーチャーデザイナー＝ネヴィル・ペイジのコメント）によると、映画の中で「HAKAISHA」（クローバー）が暴れているのは、「彼」が「生まれたばかりの子供であり、また「感情」を持っており、離ればなれとなった「母親」を探して怯えているからだとの事。また、その「必然性」にそって姿や行動もデザインされているという。つまり、クローバーは母親を恋しがる感情や知能を持った動物の幼体であり、本来はどこかに母親が存在する、あるいは存在したらしい。
- 物語の最後、事件の1年1ヶ月前、2008年4月27日日曜日午後6時17分、主人公のロブとヒロインのベスがデート中、コニーアイランド遊園地観覧車から見える大西洋に向けて撮影した映像の中で、何か黒い物体が画面右奥の空から水平線の向こう付近に落下する描写がある。これがクローバーとどう関わっているのかは不明である。
- ノベライズ版のカバーの裏には、映画制作のために描かれたモンスターのイメージボードが特典として掲載されている。はっきりと全身の細かい部分まで見ることのできるこのイメージは、数々の怪獣映画を撮影した日本に対する敬意を表して掲載されたもので、そのイラストはアメリカですら公表されておらず日本限定のものである。
- 『クローバーフィールド・パラドックス』で、雲よりも体高がある更に巨大な個体が一瞬登場した。
- 『パシフィック・リム: アップライジング』では、イェーガーが倒した怪獣のリストにクローバーの他、ガメラ、ヤンガリー、ギャオス、ギロン、ジャイガー、ジグラ、アンギラスの様な個体、バラン、バラゴン、バトラ、ガイガン、ムートーが含まれている。こちらではクローバーと名付けられている。